# Henri Werner
Henri Werner (* 1. November 1978) ist ein ehemaliger deutscher Radrennfahrer.
Im Eintagesrennen Rund um das Muldental war er 2004 erfolgreich. Henri Werner wurde 2006 Zweiter beim Sachsenringradrennen und wurde dreimal Etappenzweiter bei der Gelsen-Net-Tour. Im Jahr 2007 fuhr er für das deutsche Continental Team Isaac. Bei der Tour de Hokkaidō startete er im Herbst mit dem Team Sachsen. Er gewann dort die erste Etappe, wurde zweimal Etappenzweiter und konnte so auch die Gesamtwertung für sich entscheiden.

## Erfolge
2007
- Gesamtwertung  und eine Etappe Tour de Hokkaidō

## Teams
- 2007 Team Isaac